# 大和郡山市立郡山東中学校
大和郡山市立郡山東中学校 (やまとこおりやましりつ こおりやまひがしちゅうがっこう)は、奈良県大和郡山市にある公立中学校である。

## 概要
1つの学年で約55人、全校生徒は約150人の学校である。

### 校区(学区)
以下の町内が郡山中学校の校区にあたる。
石川町・櫟枝町・伊豆七条町・井戸野町・大江町・上三橋町・下三橋町・白土町・新庄町・中城町・発志院町・番匠田中町・番条町・稗田町・美濃庄町・横田町・若槻町

## 沿革
- 1983年（昭和58年）4月1日 - 郡山中学校に在学中の平和小学校校区の1・2年生、及び郡山南中学校に在学中の治道小学校校区の1・2年生を分離し、郡山東中学校が新設される。
- 1983年（昭和58年）4月6日 - 開校式及び始業式を挙行する。
- 1983年（昭和58年）6月10日 - 校旗を制定し、6月10日を創立記念日とする。
- 1983年（昭和58年）11月1日 - 校歌を制定する。
- 2013年（平成24年）10月26日 - 創立30周年記念事業を行う。

## アクセス
鉄道の場合、近鉄橿原線近鉄郡山駅からは徒歩約30分(2.6km)、大和路線郡山駅からは徒歩約25分(2.1km)となっている。
バスの場合、大和郡山市コミュニティバス 元気平和号に乗車し、郡山東中学校停留所で下車、徒歩すぐで到着する。
車の場合、西名阪自動車道郡山インターチェンジから国道24号線を北へ約3ｋｍ、美濃庄町西交差点を左折後、すぐで到着する。